# Тимошенко, Александр Тимофеевич
Александр Тимофеевич Тимошенко (27 октября 1912, Хиславичский район — март 1983, Донецк) — украинский советский деятель, 1-й секретарь Макеевского горкома КПУ Донецкой области, секретарь Донецкого обкома КПУ. Кандидат в члены ЦК КПУ в 1960—1966 г.

## Биография
Родился 27.10.1912 г. в с. Тереховка Хиславического р-на Смоленской области.
Образование высшее — Днепропетровский горный институт, специальность горный электромеханик.
С июня 1941 года — в Красной армии, призван Прокоп'євським городским военкоматом (ныне Кемеровской области). Участник Великой Отечественной войны. Служил командиром огневого взвода, командиром 6-й батареи 544-го гаубичного артиллерийского полка 117-й гаубичной артиллерийской бригады Резерва Главного Командования Большой мощности 30-й и 31-й армий Западного фронта, командиром 4-й батареи 117-й гаубичной артиллерийской бригады Большой мощности Резерва Главного Командования 11-й гвардейской армии 3-го Белорусского фронта.
Член ВКП(б) с марта 1942 года.
Находился на ответственной партийной работе.
После 1957 — январь 1963 года — 1-й секретарь Макеевского городского комитета КПУ Сталинской (Донецкой) области.
В январе 1963 — декабре 1964 года — секретарь Донецкого промышленного областного комитета КПУ — председатель промышленного областного комитета партийно-государственного контроля. Одновременно, в январе 1963 — декабре 1964 года — заместитель председателя исполнительного комитета Донецкого промышленного областного Совета депутатов трудящихся.
В декабре 1964 — феврале 1966 года — секретарь Донецкого областного комитета КПУ — председатель областного комитета партийно-государственного контроля. Одновременно, с декабря 1964 до 1966 года — заместитель председателя исполнительного комитета Донецкого областного Совета депутатов трудящихся.
С 1966 по 1977 год — директор Макеевского научно-исследовательского института по безопасности работ в горной промышленности (Донецкая область).
Женат. Супруга Тимошенко Милетина Алексеевна.
Дети: Тимошенко Анатолий Александрович, Тимошенко Вячеслав Александрович.
Внучка: Мастеровенко (Тимошенко) Ольга Анатольевна. 
Умер в марте 1983 года, Донецк, УССР.

## Звание
- капитан
- майор

## Награды
- орден Отечественной войны 1-й степени (20.02.1943)
- орден Красной Звезды (28.10.1943)
- орден Александра Невского (17.07.1944)
- орден Трудового Красного Знамени (1966 г)
- орден Октябрьской революции (1971)
- медаль «За оборону Москвы» (1944)
- медаль За взятие Кенигсберга (1945)
- медаль За победу над Германией в Великой Отечественной войне 1941—1945 гг. (1945)
- медаль Двадцать лет Победы в Великой Отечественной войне 1941—1945 гг. (1965)
- медаль 50 лет Вооруженных сил СССР (1969)
- медаль Тридцать лет Победы в Великой Отечественной войне 1941—1945 гг. (1975)
- медаль За доблестный труд в ознаменование 100-летия со дня рождения В. И. Ленина (1970)￼